# U 154 (U-Boot, 1917)
U 154 war ein U-Kreuzer der Kaiserlichen Marine, der im Ersten Weltkrieg im Atlantik bei der U-Kreuzer-Flottille im Einsatz war.

## Kommandant
Einziger Kommandant von U 154 war, vom 12. Dezember 1917 bis zur Versenkung am 11. Mai 1918, Korvettenkapitän Hermann Gercke.

## Einsatzgeschichte und Verbleib
U 154 wurde auf der ersten Patrouille am 11. Mai 1918 vom britischen U-Boot E35 zwischen Madeira und dem spanischen Festland versenkt. Bis dahin konnte es drei Handelsschiffe mit einer Gesamttonnage von 7958 BRT versenken. U 154 wurde etwa auf Position 36° 51′ N, 11° 50′ W versenkt.

### Unfall vom 25. April 1918
Am 25. April 1918 operierte U 154 zusammen mit seinem Schwesterboot U 153, als es die britische U-Boot-Falle Willow Branch sichtete. Es gab die Position an U 153 weiter. U 153 konnte aufschließen und nahm den vermeintlichen Handelsdampfer mit den Deckskanonen unter Beschuss. Es gelang den Dampfer in Brand zu schießen. U 154 erreichte ebenfalls das Kampfgebiet und wollte in das Feuergefecht eingreifen. Schon bei einem der ersten Schüsse traf das rücklaufende Geschützrohr eine hinter der Kanone stehende Granate der Bereitschaftsmunition und brachte diese zur Detonation. Dadurch wurden acht Mann der Geschützbedienung getötet und fünf weitere verletzt. Marine-Stabsarzt Hans Großfuß und vier Matrosen wurden zur Unterstützung von Marine-Oberassistensarzt Otto Hofmann abkommandiert. Diese blieben mehrere Tage an Bord von U 154. Dies war einer der wenigen dokumentierten Hilfeleistungen von U-Boot zu U-Boot im Einsatz während des Ersten Weltkrieges.